# الحسناء (اليعربية)
الحسناء قرية سورية تتبع ناحية اليعربية في منطقة المالكية التابعة لمحافظة الحسكة. بلغ عدد سكانها 256 نسمة عام 2004.تقع على بعد 30 كم تقريبا إلى الغرب من بلدة اليعربية.